# Ɖ
La D africana (Ɖ, ɖ) es una letra latina que representa la oclusiva retrofleja sonora [ɖ] y aparece en el alfabeto de referencia africano. Se utiliza en lenguas africanas como el ewé, fon, aja y bassa. La D africana no debe confundirse con la eth (Ð, ð) del islandés, las feroés y del inglés antiguo o con la D con trazo (Đ, đ) de las lenguas vietnamita, serbocroata y sami. Sin embargo, las formas en mayúsculas de estas letras suelen tener el mismo aspecto.
La minúscula (ɖ, conocida como D retrofleja, D con cola o D con gancho retroflejo) se utiliza para representar la oclusiva retroflex sonora en el Alfabeto Fonético Internacional (pero en la transcripción de los idiomas de la India, el mismo sonido puede estar representado por una d con un punto debajo : ḍ). Aparece en Unicode en dos bloques distintos. 

## Unicode
Las formas mayúscula y minúscula de la letra aparecen separadas en Unicode: la primera en el bloque "alfabeto latino extendido B" y la minúscula en "AFI extendido". La mayúscula Ɖ está codificada en U+0189 y la minúscula ɖ está codificada en U+0256.
| Carácter      | Ɖ                              | Ɖ                              | ɖ                              | ɖ                              |
| ------------- | ------------------------------ | ------------------------------ | ------------------------------ | ------------------------------ |
| Unicode       | LATIN CAPITAL LETTER AFRICAN D | LATIN CAPITAL LETTER AFRICAN D | LATIN SMALL LETTER D WITH TAIL | LATIN SMALL LETTER D WITH TAIL |
| Codificación  | decimal                        | hex                            | decimal                        | hex                            |
| Unicode       | 393                            | U+0189                         | 598                            | U+0256                         |
| UTF-8         | 198 137                        | C6 89                          | 201 150                        | C9 96                          |
| Ref. numérica | &#393;                         | &#x189;                        | &#598;                         | &#x256;                        |